# فرانك ماركوس فرناندو
فرانك ماركوس فرناندو هو كاهن كاثوليكي سريلانكي، ولد في 19 أكتوبر 1931، وتوفي في 24 أغسطس 2009.